# Melissa Rosenberg
Melissa Anne Rosenberg (* 28. srpna 1962 Marin County, Kalifornie, USA) je scenáristka nominovaná na dvě ceny Emmy a Writers Guild of America Awards. Podílela se na tvorbě televizních seriálů jako The O.C. či Dexter.
Jejím oborem na Bennington College ve Vermontu bylo divadlo a tanec, ale později absolvovala magisterská studia ve filmové a TV produkci na University of Southern California.
Současně žije v Los Angeles společně se svým manželem Levem L. Spirou a jejich psem Zumou.

## Osobní život
Narodila se v Marin County, Kalifornii do rodiny Jacka Lee Rosenberga a Patricie Rosenbergové. Její otec je psychoterapeut a zakladatel nového směru patřící pod tělesnou psychoterapii. Je původem irského (po matce) a židovského (po otci). Její matka byla katolického vyznání.
V průběhu dospívání její matka zemřela a její otec se dvakrát oženil: poprvé s Lynn MacCuish (ze vztahu vzešlo dítě Mariya, * 1981) a poté s Beverly Kitaen-Morse, rovněž terapeutka. Má sourozence, Andreu (* 1960), mladšího bratra Erika a sestru K. C.

## Tvorba

### Televizní
- 2001: Ally McBeal (epizoda “Hats Off to Larry”)
- 2003–2004: O.C. (epizody “The Outsider”, “The Rescue”, “The Third Wheel”)
- 2006–2009: Dexter - rovněž výkonný producent

### Filmová
| Rok  | Název                                     | Poznámky               |
| 2006 | Step Up                                   |                        |
| 2008 | Alyx                                      | také výkonný producent |
| 2008 | Twilight                                  |                        |
| 2009 | The Twilight Saga: New Moon               |                        |
| 2010 | The Twilight Saga: Eclipse                |                        |
| 2011 | The Twilight Saga: Breaking Dawn – Part 1 |                        |
| 2012 | The Twilight Saga: Breaking Dawn – Part 2 |                        |